# Trentepohlia (Trentepohlia) africana
Trentepohlia (Trentepohlia) africana is een tweevleugelige uit de familie steltmuggen (Limoniidae). De soort komt voor in het Afrotropisch gebied.